# Ficus calyptrata
Ficus calyptrata är en mullbärsväxtart som beskrevs av Peter Thonning och Vahl. Ficus calyptrata ingår i släktet fikonsläktet, och familjen mullbärsväxter. Inga underarter finns listade i Catalogue of Life.